# Навозники кукурузные
Навозники кукурузные (лат. Pentodon) — род жуков, принадлежащий к подсемейству дупляков, в составе семейства пластинчатоусые.

## Описание
Средние и крупные жуки длиной 17 — 26 мм. Тело овальное, коренастое, относительно выпуклое, расширенное назад или параллельное. Окраска тёмная от красно-бурой до чёрной, матовая или блестящая.
Голова маленькая пли сравнительно небольшая, короткая, спереди более или менее суженная. Наличник поперечный, спереди трапециевидно суженный, с прямыми или более или менее округленными боками.
На границе лба и наличника обычно имеется ребрышко. Голова покрыта более или менее крупными и густыми, часто морщинистыми точками, затылок нередко на всем протяжении или только посредине бывает гладким.
Глаза небольшие, глазные лопасти довольно узкие, часто снаружи спереди имеют выступ. Усики 10-члениковые, с маленькой, округленной 3-членниковой булавой.
Переднеспинка поперечная, выпуклая, без выростов и вдавлений, такой же ширины, как основание надкрылий. Пунктировка переднеспинки более или менее густая, большей частью крупная, реже относительно мелкая, обычно более густая по бокам и спереди.
Надкрылья выпуклые, округлённые, назад более или менее сильно расширенные или с параллельными боками, обычно с хорошо развитыми плечевыми и пред-вершинными буграми, реже без них. Надкрылья с гладкой, блестящей или мелко шагренированной, матовой поверхностью, в простых, более или менее густых, крупных точках. Пигидий средней величины, голый, с различной скульптурой.
Ноги сильные, толстые, но не длинные. Передние бедра в густых волосках. Передние голени широкие снаружи с 3 широкими, тупыми или более или менее длинными, острыми зубцами. Между средним и основным зубцами часто помещается маленький дополнительный зубчик или выступ.

## Особенности биологии
Представители рода являются теплолюбивыми и сухолюбивыми насекомыми. Обитают на открытых пространствах. Большинство видов связано со степями, полупустынями и пустынями.
Жуки активны днём, в сумерки и ночью. Хорошо летают, но чаще ползают и питаются близ поверхности земли. Жуки многоядны (полифагия) и питаются как травянистыми растениями, так и всходами древесных пород.

## Личинка
Личинки большинства видов обитают в почве, где питаются перегноем, мёртвыми и отчасти и живыми корнями растений. Некоторые виды могут развиваться в гнилой древесине.
Голова личинки гладкая. Дополнительная складка на задней части анального тергита параллельна основной складке, разделяющей сегмент. На задней части анального стернита нет симметричных рядов шипиков, имеется лишь поле с несколько наклоненными назад, изогнутыми, крючковатыми щетинками.

## Виды и ареал
В роде более 40 видов, принадлежность 2 из них к данному роду оспаривается. Ареал рода Pentodon охватывает южную Европу, значительную часть степной зоны европейском части стран бывшего СССР и Кавказа, северную Африку, Малую Азию, Палестину, Сирию, Ирак, Иран, Афганистан, Средняя и Центральная Азия на восток до Северного Китая включительно.
Один вид описан из Индии.
Основная часть ареала рода лежит в пределах Средиземноморской и Среднеазиатской подобластей Палеарктики, где обитает подавляющее большинство видов рода.
В Средиземноморской области распространено 18 видов, на территории стран бывшего СССР — 21 вид.